# Linum nelsonii
Linum nelsonii är en linväxtart som beskrevs av Joseph Nelson Rose. Linum nelsonii ingår i släktet linsläktet, och familjen linväxter. Inga underarter finns listade i Catalogue of Life.